# Druckermarke

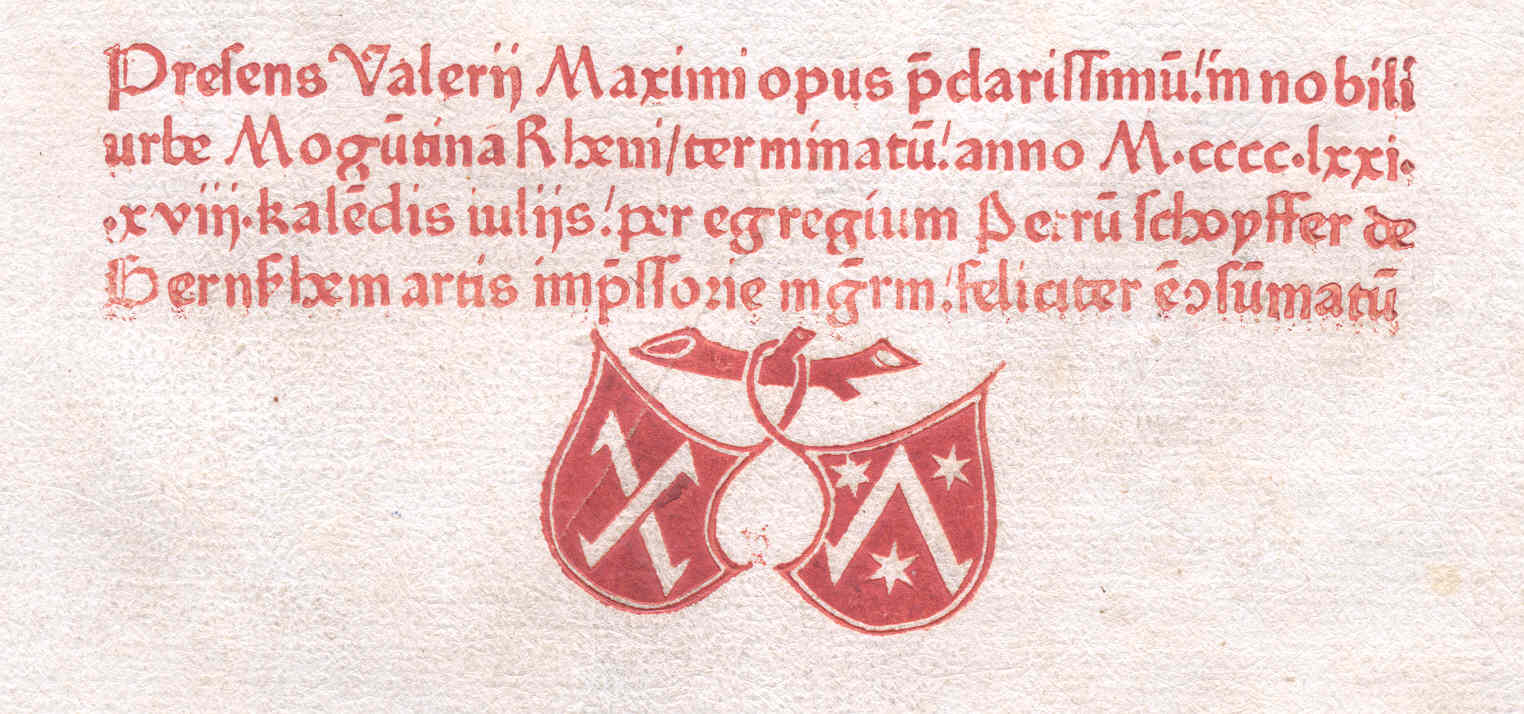
Druckermarke des Peter Schöffer am Ende von Valerius Maximus, 1471

Druckermarken sind heraldisch und/oder sinnbildlich gestaltete Erkennungszeichen der frühneuzeitlichen Buchdrucker. Bereits einige der ersten Drucker fügten ihren Werken, um deren Herkunft eindeutig zu kennzeichnen, sogenannte Druckermarken (auch: Druckersignete, Druckerzeichen) bei. Diese Urhebernachweise sollten zunächst vor allem als Rechtssymbole fungieren und die Druckschriften gegen den unrechtmäßigen Nachdruck durch Dritte schützen. In Ermangelung eines verbindlichen Urheberrechts konnten die Druckermarken die ihnen zugedachte juristische Funktion aber nicht erfüllen. Sie verloren deshalb zunehmend ihre ursprüngliche Aufgabe, entwickelten sich aber zu einem wichtigen Bestandteil der Buchdekoration. In der Folge dienten sie ausschließlich schmückenden und repräsentativen Zwecken.
Druckermarken sind zu unterscheiden von Druckmarken.

## Entstehung und Funktion

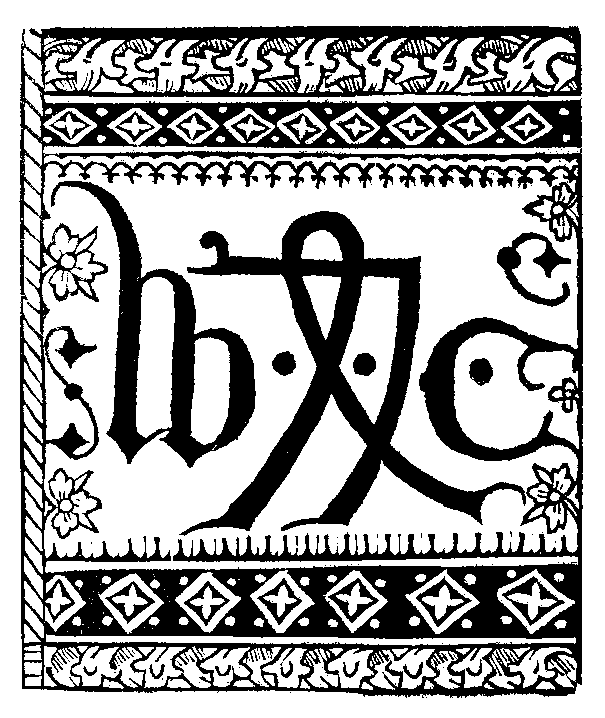
Die Druckermarke des William Caxton, 1478.

Entstanden sind die Druckermarken in engem Zusammenhang mit der Verbreitung der spätmittelalterlichen Impresen.
Das älteste Druckersignet verwendeten wohl Johannes Fust und Peter Schöffer anno 1462 in ihrer 48-zeiligen lateinischen Bibel. Die ersten Druckermarken waren in Holz- oder Metallschnitt ausgeführt, da sich diese Hochdrucktechniken ideal mit dem typografischen Buchdruck kombinieren ließen.
Die Druckwerke der Inkunabelzeit erschienen noch ohne Titelblatt. Stattdessen fügten die ersten Drucker ihren Schriften häufig einen abschließenden Text bei, der nähere Informationen zur Urheberschaft und den näheren Umständen der Entstehung des Werkes enthielt. Die
Angaben im sog. Kolophon (auch: Explicit) waren aber durchaus nicht immer vollständig. Erst in den letzten drei Jahrzehnten des 15. Jahrhunderts wurden komplette Druckvermerke üblich, die den Namen des Druckers, der Geldgeber und des Verlegers, den Druckort und ein genaues Datum enthielten. Im Zusammenhang mit diesen Druckvermerken erschienen schon in der Inkunabelzeit immer häufiger bildliche Darstellungen und Symbole, welche die Druckschriften als Produkt einer ganz bestimmten Werkstatt auswiesen. Diese bildlichen Urhebernachweise werden als Druckermarken, Druckerzeichen oder Druckersignete bezeichnet.

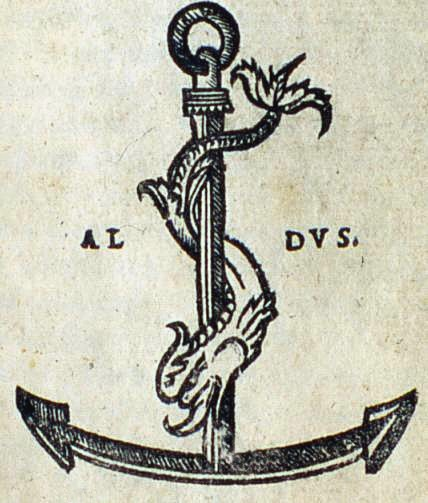
Druckerzeichen der Aldus-Presse

Zur Zeit ihrer Entstehung dienten die Druckermarken vornehmlich als Rechtssymbole, die die Erzeugnisse einer Offizin gegen den sehr verbreiteten unrechtmäßigen Nachdruck schützen sollten. Des Weiteren galten die Signets als Symbole, die für handwerkliche und inhaltliche Qualität bürgten. Der grundsätzliche Unterschied zu den Handelsmarken der Kaufleute bestand in der Bildhaftigkeit der Druckermarken. Während die Handelsmarken recht einfache Merkzeichen waren und lediglich als Eigentums- und Herkunftsnachweis dienten, wohnte den kunstvoll gestalteten Druckersigneten noch eine tiefere Bedeutung inne. Ihre Bildhaftigkeit verwies auf den Bildungsanspruch der Buchdrucker und symbolisierte die enge geistige Verbindung zwischen Urheber und Werk.
Da in der Inkunabelzeit und den nachfolgenden Jahrhunderten noch kein allgemeingültiges und verbindliches Urheberrecht existierte, konnten die Druckermarken ihre ursprüngliche Funktion, die Druckwerke als Rechtssymbol gegen unrechtmäßigen Nachdruck zu schützen, nicht in befriedigender Art und Weise erfüllen. Deshalb entwickelte sich die Anwendung, Bedeutung und Gestaltung der Druckerzeichen in eine ganz neue Richtung. Sie dienten nunmehr der Repräsentation für das signetführende Unternehmen und wurden zu einem Bestandteil der künstlerisch-ästhetischen Buchgestaltung. Entsprechend entwickelten sich die noch recht einfachen Signetformen und Motive des 15. Jahrhunderts zu den sinnbildlichen und erzählenden Darstellungen des 16. Jahrhunderts. Zu welch wichtigem Bestandteil der Buchgestaltung die Druckermarken und in ihrer Nachfolge die Verlagssignete wurden, lässt sich daran ablesen, dass im 16. und 17. Jahrhundert Bücher ohne Signetabdruck die absolute Ausnahme bildeten.

## Geschichtliche Entwicklung

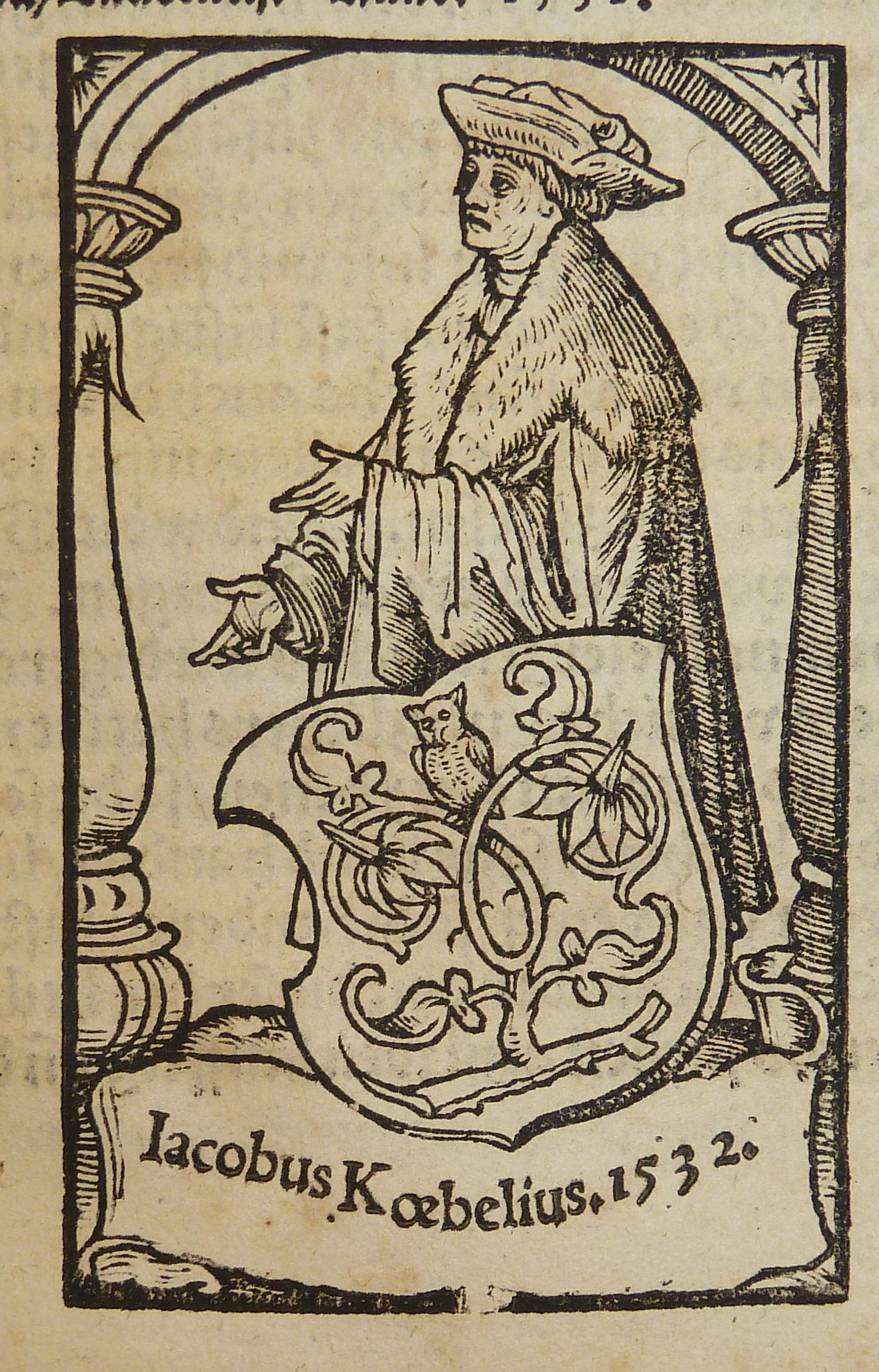
Jakob Köbel, Holzschnitt (1532) mit weißer Eule auf einer Passionsblume als Druckersignet wie es von Heinrich Knoblochtzer in Heidelberg und ab 1494 von Köbel in Heidelberg und Oppenheim verwendet wurde

Obwohl sich die frühesten Druckschriften in ihrer typografischen und künstlerischen Gestaltung zumeist noch eng an die Handschriften des Mittelalters anlehnten, haben die Druckermarken kein direktes Vorbild in der Handschriftentradition. Sie sind ohne Zweifel eine Entwicklung der Druckerwerkstätten des 15. Jahrhunderts. Nach heutiger Erkenntnis findet sich die älteste Druckermarke unter dem Kolophon der am 14. August 1462 fertiggestellten 48-zeiligen Biblia latina aus der Mainzer Offizin von Johannes Fust und Peter Schöffer. Fusts und Schöffers Signet, das zwei an einem Aststück hängende Wappenschilde zeigte, wurde schon bald von anderen Druckern zum Vorbild für die Gestaltung der eigenen Druckerzeichen genommen.
Berühmt wurde etwa das Druckerzeichen der Aldus-Presse, begründet von dem venezianischen Verleger und Buchdrucker Aldus Manutius. Das Bildmotiv – ein Delphin, der einen Anker umschlingt und dadurch dessen Wirkung verstärkt –, das bereits seit 1502 als Druckerzeichen verwendet wurde, nahm Andrea Alciato in das erste Emblembuch als Modell dafür auf, die auch seine Embleme in der Praxis verwendet werden können.

Während im 15. Jahrhundert die Druckermarken noch verhältnismäßig kleine Größen hatten und vornehmlich aus Wappen oder Hausmarken gebildet wurden, entstanden im darauf folgenden Jahrhundert Signete mit vielfältigen und reich verzierten Bildinhalten. Aufgrund des funktionellen Wandels der Druckermarken von Rechtssymbolen zum repräsentativen Buchschmuck kam ein künstlerischer Wettbewerb in Gang, bei dem alle signetführenden Unternehmen bemüht waren, ein besonders schönes, künstlerisch eigenständiges und individuell zugeschnittenes Druckerzeichen zu entwickeln. So wurde im Verlauf des 16. Jahrhunderts eine Vielzahl grafischer Miniaturkunstwerke kreiert, die reich an Symbolen, Allegorien und figürlichen Darstellungen waren. Dies führte mitunter sogar dazu, dass das eigentliche Signetmotiv durch die überbordenden dekorativen Elemente in den Hintergrund gedrängt wurde.

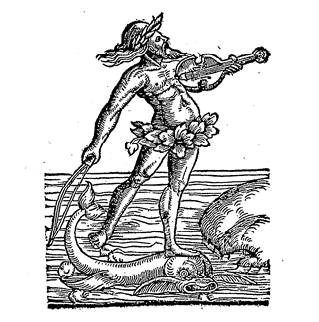
Druckermarke des Johannes Oporinus (1556)

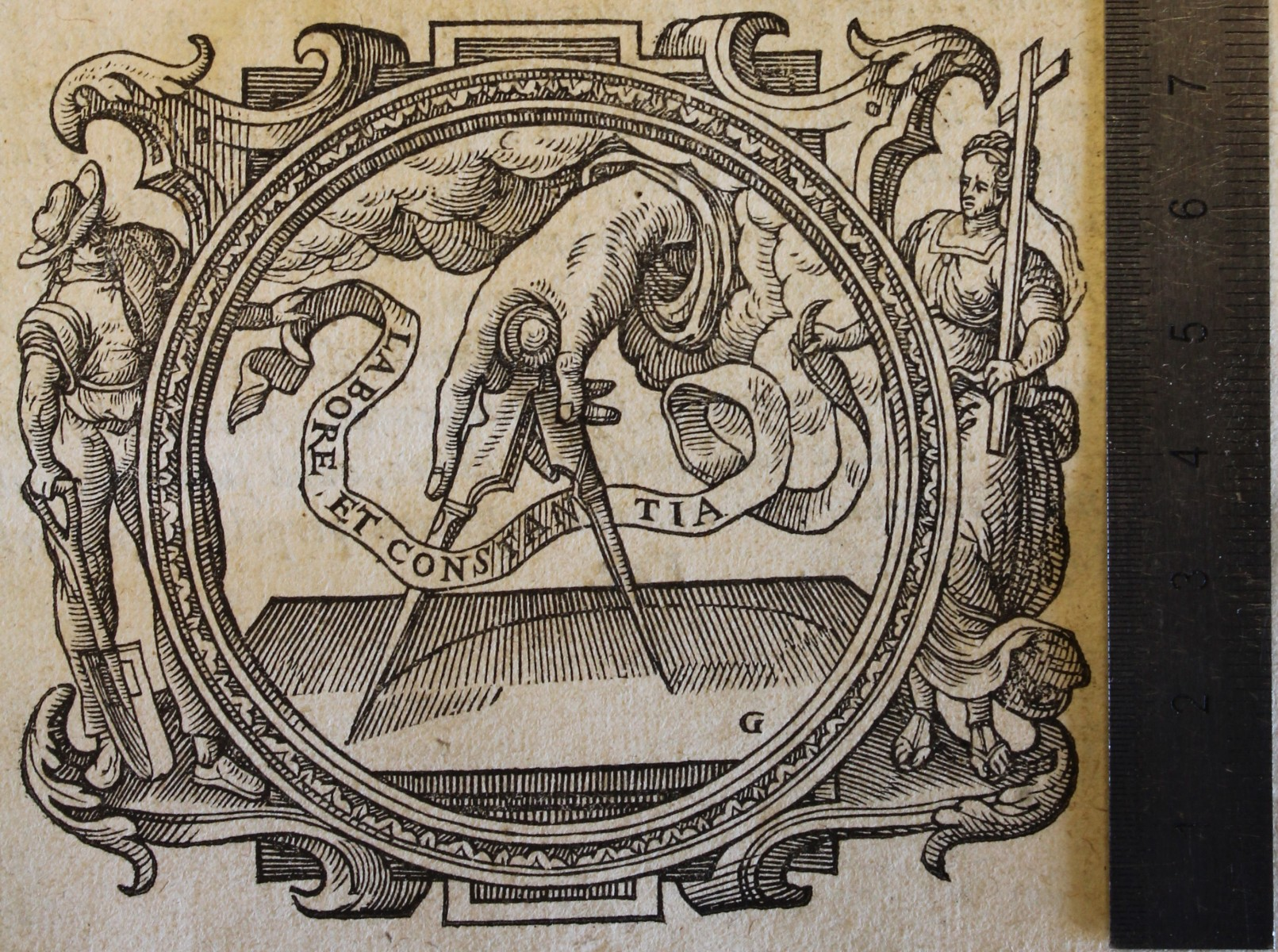
Druckermarke des Cristoffel Plantijn, 1576: Labore et Constantia (deutsch „Durch Arbeit und Beständigkeit“).

Während in der Frühzeit des Buchdrucks die Berufe des Druckers, des Verlegers und des Buchhändlers zumeist noch in ein und derselben Person vereint waren (Druckerverleger), kam es in der Folge in Bezug auf diese Tätigkeitsfelder zu einer weitgehenden Spezialisierung. Im Zuge dieser Entwicklung traten im späten 16. Jahrhundert die Druckermarken zugunsten der Verlagssignete (auch: Verlegermarken) zurück. Mit dem Beginn des 17. Jahrhunderts ging eine zunehmende Verflachung der künstlerischen Gestaltung der Signete einher. Im 18. und 19. Jahrhundert nahmen diese dann immer mehr die Form kleiner Vignetten an. Bald wurde gänzlich auf sie verzichtet. Erst um die Wende vom 19. zum 20. Jahrhundert kamen die Verlagssignete wieder auf. Als Motive wurden zumeist Vereinfachungen historischer Firmenzeichen, einfache Symbole oder Monogramme gewählt. Druckermarken waren zu dieser Zeit schon seit langem aus den Büchern verschwunden.